# Peter Frei (Sportpädagoge)
Peter Frei (* 1963) ist ein deutscher Sportpädagoge und Hochschullehrer.

## Leben
Frei studierte in Köln Sportwissenschaft und Germanistik, von 1995 bis 2001 war er als wissenschaftlicher Mitarbeiter am Pädagogischen Seminar der Deutschen Sporthochschule Köln tätig, 1998 wurde dort seine Doktorarbeit im Fach Sportpädagogik angenommen. 2007 schloss er an der Sporthochschule seine Habilitation ab, das Thema seiner Schrift lautete „Kommunikative Sportpädagogik: Daten-Merkmale-Perspektiven“. Neben seiner Tätigkeit in der Sportpädagogik nahm Frei an der Sporthochschule zudem mehrere Lehraufträge am Institut für Sportpublizistik wahr.
Von 2001 bis 2006 war er als wissenschaftlicher Mitarbeiter am Lehrstuhl für Sportpädagogik und -didaktik der Friedrich-Schiller-Universität Jena beschäftigt, im Zeitraum 2003 bis 2006 leitete er den Lehrstuhl kommissarisch. Ab 2006 weilte er als Vertretungsprofessor am Institut für Sportwissenschaft und Sportpädagogik der Stiftung Universität Hildesheim, ehe er 2007 dort eine ordentliche Professorenstelle antrat und die Leitung des Instituts für Sportwissenschaft übertragen bekam.
Frei arbeitet vornehmlich in den Themenbereichen Schulsport, Sport und Medien sowie Kinder- und Jugendleistungssport. 2012 brachte er gemeinsam mit Swen Körner das Buch „Die Möglichkeit des Sports: Kontingenz im Brennpunkt sportwissenschaftlicher Analysen“ heraus.
Zwischen 2012 und 2018 war er Mitherausgeber der Zeitschrift für sportpädagogische Forschung, deren Mitgründer er war.